# 主战坦克
（英语：Main Battle Tank, MBT）， 是在许多现代军队中，能夠在裝甲防護下提供直接火力，並具有高度機動性的坦克。

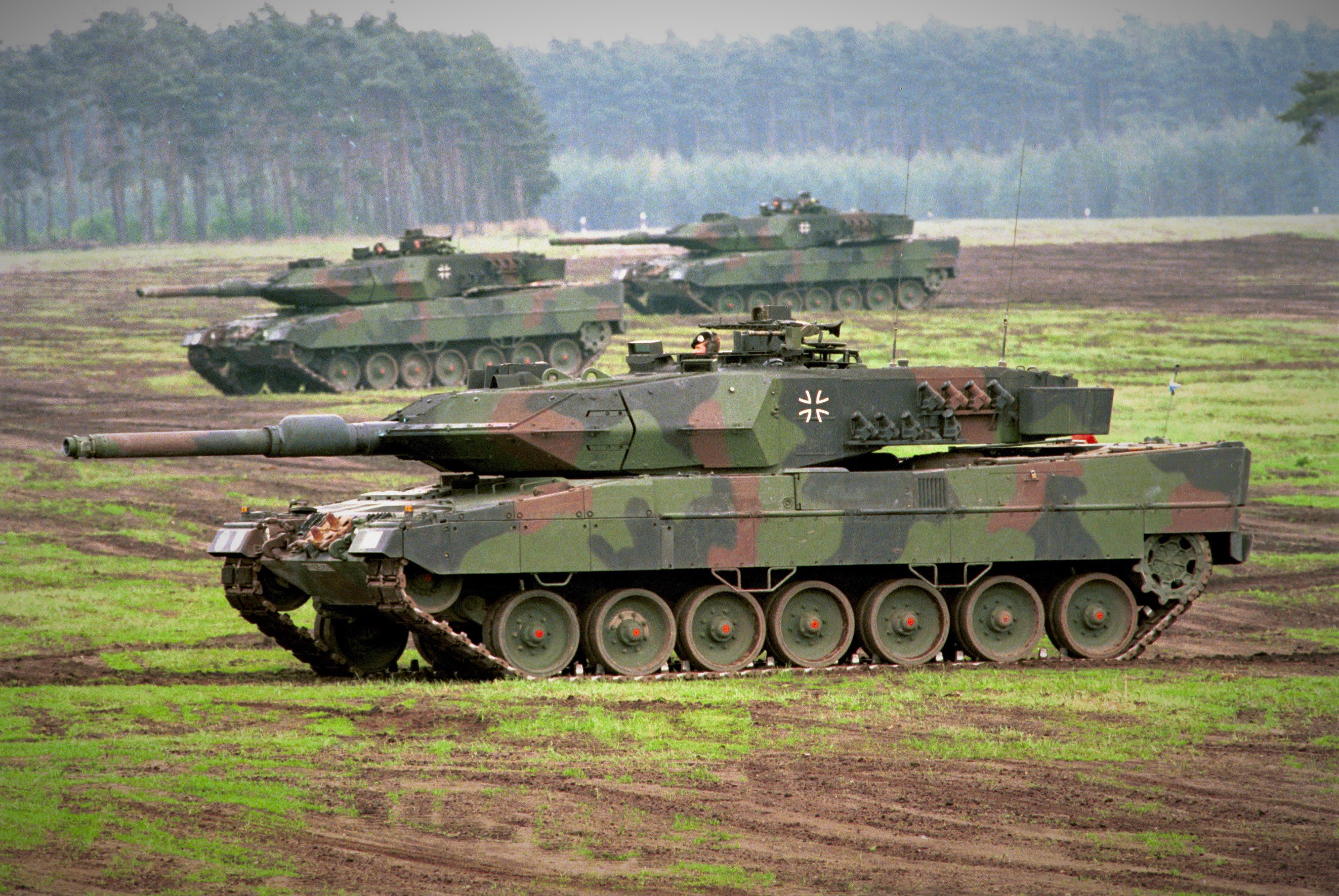
2010年8月，德国陆军豹2A5主战坦克

冷战期間發展的新型引擎、懸掛系統和輕盈的複合裝甲（陸上），使得新型坦克能同時具有超重型坦克的火力，重型坦克的防護，輕型坦克的機動性，同時整輛坦克的重量還能相似於中型坦克。 1960至1970年代期間，主戰坦克几乎取代了所有其他类型的坦克。剩下的裝甲車不是有特殊用途的，更輕盈版本的主戰坦克衍生型，就是其他種類的裝甲戰鬥車輛（例如步兵戰車，裝甲運兵車，自走砲等）。
主战坦克是现代军队的重要组成部分。現代的主戰坦克鮮少單獨作戰，通常會與搭載步兵的步兵戰車組成裝甲單位共同行動。除此之外，偵查機與陸地攻擊機也常擔當主戰坦克的支援單位。  主戰坦克的重量因國家而異，通常來說，西方國家的主戰坦克會比俄羅斯與中國的還重。

## 發展
1960年代開始，由于中型坦克的火力和裝甲防護已經達到或超過了以往重型坦克的水準，可以肩負過去重戰車的任務，從而形成了一種具有現代特徵的的單一戰鬥坦克，即「主戰坦克」或「主力戰車」，成為各國家裝甲部隊的主力（Main battle tank，MBT）。主戰坦克的出現改變了傳統的坦克分類方法，從此坦克的分類開始按用途分為主戰坦克和具有其他用途的特種坦克。
第一款被設計為主戰坦克的裝甲車為英國酋長式坦克，其原本被稱為中型火炮裝甲車二型，但在1950年代的開發過程中被重新更名為主戰坦克。 
然而，部分國家如蘇聯在很長一段時間內並沒有主戰坦克這一稱呼，仍稱之為中型坦克。主戰坦克可以理解為具有現代坦克技術特征、在戰鬥中擔負主要作戰任務的戰鬥坦克。主戰坦克是現代裝甲部隊的基本裝備和地面作戰的主要突擊兵器，同時也是最主要的反坦克武器之一，也是在核戰爭條件下生存能力最強的武器。主戰坦克集以往的中型坦克和重型坦克的任務在一身，是坦克發展史的一大里程碑。
現在仍在生產的主戰坦克戰鬥全重一般為40噸至70噸，實際有等同於傳統的重型坦克的重量，從80年代開始各國的主戰坦克的重量有快速飆漲的趨勢。這是因為面對各種步兵使用的反坦克武器，雖然先進裝甲有助不增加車重的前題下加強防衛力，但實際仍然是需要有較厚的基本裝甲作為內層，而且需要較大的車體保持內部良好的分隔，減少車員因燃油或彈藥被火災殉爆的機會。
新型坦克火炮口徑目前多為120或125毫米級，滑膛炮也在80年代開始成為許多國家設計新一代主戰坦克的首選，以增強對裝甲的破壞力，典型型號如前蘇聯的T-72、德國的豹2、美國的M1艾布拉姆斯等。較大的炮彈也需要較大的車型來儲存的，也是現代坦克車型變大的原因之一。
為了不致大大增加車重，在1990年代開始，一部分最新坦克採用了一系列新技術來保持攻擊和防衛力下，車型不致過大過重：
- 自動裝彈機來減小整個車型，使用液氣壓式懸掛系統來在降低車高下主炮有較大的仰俯範圍，模塊化的裝甲以適合不同的地形需要，個別更主炮可以發射導彈，以求可對棘手的目標一擊必殺。如日本的10式戰車，法國勒克萊爾主戰坦克，俄國的T-80、T-90等。

另兩個解決新型主戰坦克過重的方法，一是延長較舊和輕的主戰坦克的壽命和對其現代化升級，如蘇聯的T-54坦克和T-62坦克，日本的74式戰車，中华人民共和国的59式坦克等，仍然在原產國繼續服役和部署在較崎嶇的地方。二是由其他較輕的裝甲車輛彌補笨重的新型坦克在山地部隊的地位，如俄國的2S25反戰車自走炮或日本的16式機動戰鬥車等。